# Христос Сардзетакис
Христос Сардзетакис (на гръцки: Χρήστος Σαρτζετάκης) е гръцки юрист и политик, президент на Гърция от 1985 до 1990 година.

## Биография
Роден е през 1929 г. в Солун. Завършва право в Солунския университет. Баща му е от Крит, а майка му от Зелениче. Няколко месеца работи като адвокат, а после като държавен служител в Съдебната система. В периода 1965 – 1967 г. завършва следдипломна квалификация по търговско право и право на ЕО в Париж, Франция. Женен за Ефи Аргириу.
По време на военната диктатура е уволнен и арестуван два пъти. След възстановяване на демокрацията е освободен и е назначен за апелативен съдия (1974). През 1981 г. е назначен за Председател на апелативен съд, а през 1982 г. е избран за член на Висшия апелативен съд на Гърция.
По време на президентските избори (1985) е предложен за кандидат за президент от ПАСОК. Получава подкрепата и на левицата и на 29 март 1985 г. е избран за президент на Гърция. Завършва мандата си на 5 май 1990 г.
Христос Сардзетакис е почетен член на Върховния съд на Португалия, почетен доктор на Университета „Демокрит“ и член на научни институции в Гърция и Европа. Автор е на множество статии и научни трудове в областта на правото.